# ثياتر أوف تراجيدي
ثياتر أوف تراجيدي هي فرقة نرويجية للغوثيك ميتال، تأسست سنة 1993، تعتبر من الفرق المتمرسة بهذا النمط الموسيقي والتي ذاع صيتها بموجة ذلك العقد لتميزها بالصوت النسائي.

## وصلات خارجية
- ثياتر اوف تراجيدي على موقع ميوزك برينز (الإنجليزية)
- ثياتر اوف تراجيدي على موقع أول ميوزيك (الإنجليزية)
- ثياتر اوف تراجيدي على موقع ديسكوغز (الإنجليزية)